# Мария Леополдина фон Насау-Зиген
Мария Леополдина Елеонора Габриела фон Насау-Зиген (на немски: Maria Leopoldine Eleonora Gabriella von Nassau-Siegen; * 27 септември 1652, Ронсе; † 27 юни 1675, Хадамар) е принцеса от Насау-Зиген и чрез женитба княгиня на Насау-Хадамар.

## Произход
Тя е дъщеря на княз Йохан Франц Дезидератус фон Насау-Зиген (1627 – 1699) и първата му съпруга Йохана Клаудия фон Кьонигсег-Аулендорф (1632 – 1663), дъщеря на граф Йохан Георг фон Кьонигсег-Аулендорф (1604 – 1666) и графиня Елеонора фон Хоенемс (1612 – 1675).

## Фамилия
Мария Леополдина се омъжва на 12 август 1669 г. или на 27 март 1670 г. в Зиген за княз Мориц Хайнрих фон Насау-Хадамар (1626 – 1679). Тя е дъщеря на братовчед му и племенница на първата му съпруга Ернестина Шарлота фон Насау-Зиген (1623 – 1668). Тя е втората му съпруга. Те имат децата:
- Леополд Франц Игнац (1672 – 1675)
- Франц Александер (1674 – 1711), княз на Насау-Хадамар, женен 1695 г. за ландграфиня Елизабет Катарина Фелицитас фон Хесен-Ротенбург (1677 – 1739), дъщеря на ландграф Вилхелм I фон Хесен-Ротенбург
- Лотар Хуго Ламоралд Август (1675)